# Bettmeralp
Bettmeralp est une commune et un village du canton du Valais, en Suisse.

## Localisation
Située à 1 957 m d'altitude, la commune a été créée le 1er janvier 2014 à la suite de la fusion des anciennes communes de Betten et de Martisberg.
Comme sa voisine Riederalp, le village de Bettmeralp est une station sans circulation automobile.

## Tourisme
Station de sports d'hiver, la station est, en été, le départ de nombreuses randonnées, notamment pour le glacier d'Aletsch, depuis le Bettmerhorn ou l'Eggishorn ainsi que pour la réserve naturelle de l'Unesco.
Chaque été au mois de juin depuis 1986, le village accueille le départ du semi-marathon d'Aletsch.

### Domaine skiable
La station fait partie du vaste domaine skiable Aletsch Arena. Elle est reliée depuis 1967 depuis Betten dans la vallée (832 m) par un téléphérique direct et un téléphérique en deux tronçons, qui arrivent à 1 931 m.
À l'arrivée en station, un peu à l'écart du reste du domaine dans la forêt, le téléski Schweibe dessert sur 243 mètres de dénivelé une courte piste peu fréquentée. Dans la station, plusieurs courts téléskis permettent aux débutants de skier sur des pistes faciles. Les deux téléskis parallèles Alpmatten desservent la partie la plus basse du sous-domaine (1 861 m) sur 90 mètres de dénivelé. Un ascenseur incliné traverse le village sur 30 m de dénivelé. Plusieurs courts téléskis complètent l'offre sur le sommet de la station, offrant entre 50 et 70 m de dénivelé chacun.
Le télésiège 4-places débrayable Blausee est la remontée mécanique la plus appropriée pour rejoindre le sous-domaine de Riederalp. Il atteint une altitude de 2 211 m, sur les contreforts du sommet de Moosfluh. De larges pistes bleues ont été aménagées de part et d'autre du tracé du télésiège, sur près de 300 mètres de dénivelé.
Le point culminant du sous-domaine est relié depuis les hauteurs de la station depuis 1995 par une télécabine 8-places. Une piste rouge permet de relier directement le sous-domaine de Riederalp sans passer par la station de Bettmeralp, au moyen d'une piste devenant à mi-parcours une route enneigée particulièrement peu pentue. Si cela implique de devoir pousser longtemps sur les bâtons, cette piste permet par ailleurs une vue directe sur le Glacier d'Aletsch. Une autre piste rouge permet le retour en station, ou de rejoindre le sous-domaine de Fiescheralp. Un tunnel permet enfin de rejoindre la seule piste noire du sous-domaine.
Le télésiège 6-places débrayable Schönbiehl relie quant à lui directement le sous-domaine de Fiescheralp depuis les hauteurs de la station. Il dessert aussi les deux snowparks d'Aletsch Arena, et offre 340 m de dénivelé. Le télésiège 4-places débrayable Wurzenbord part à proximité et quasiment dans la même direction, mais est plus court.
De nombreuses zones de ski hors piste sont possibles, lesquelles sont toutefois limitées par plusieurs zones interdites, ou offrant une pente impropre (barres rocheuses, ou au contraire trop plate).

Photo aérienne historique de Werner Friedli de 1949.

## Personnalités
- Beat Imhof (1954), coureur en montagne.